# Phạm Hùng
Phạm Hùng (Vĩnh Long, 11 giugno 1912 – Hanoi, 10 marzo 1988) è stato un politico vietnamita.
Dal giugno 1987 al marzo 1988 è stato Primo ministro del Vietnam. È deceduto mentre era in carica.